# Eulalia Ramos
Eulalia Ramos Sánchez, también conocida como Eulalia Buroz o Eulalia Chamberlain (Tacarigua de Mamporal, 12 de febrero de 1795 - Barcelona (Venezuela), 7 de abril de 1817) fue una heroína de la Independencia de Venezuela y miembro del grupo cercano al Libertador Simón Bolívar.

## Infancia, juventud e inicios en la Resistencia
Eulalia Ramos nació el 12 de febrero de 1795, en la población de Tacarigua de Mamporal. Hija de Don Ignacio Ramos y de Doña María Alejandra González Henríquez, matrimonio de origen catalán y modestos trabajadores. Eulalia vivió en la región y contrajo matrimonio a los 17 años de edad, con el joven Juan José Velásquez, quién apoyaba la causa independentista.  
A raíz de la caída de la Primera República su padre, Don Ignacio Ramos, tuvo que huir para ocultarse de los españoles, su esposo, Juan José Velásquez tuvo que huir de la región, al temer a una posible invasión y su captura; dejando a Eulalia sola. Esta escapó hacia la selva de Barlovento con una esclava, sin embargo encontrándose en medio de la maleza del bosque de Río Chico, su hija de 40 días de nacida muere y se ve en la necesidad de cavar una tumba con sus propias manos para enterrar a la niña. En las semanas siguientes, Eulalia fue denunciada por la criada de un Jefe Realista de la zona, siendo detenida y arrastrada por la calle real de Tacarigua. Posteriormente fue encarcelada por delitos de apoyo a los rebeldes, estando a punto de ser ejecutada, no obstante fue salvada por guerrillas patriotas que asaltaron la zona.

## Pasa a la Guerra de Independencia

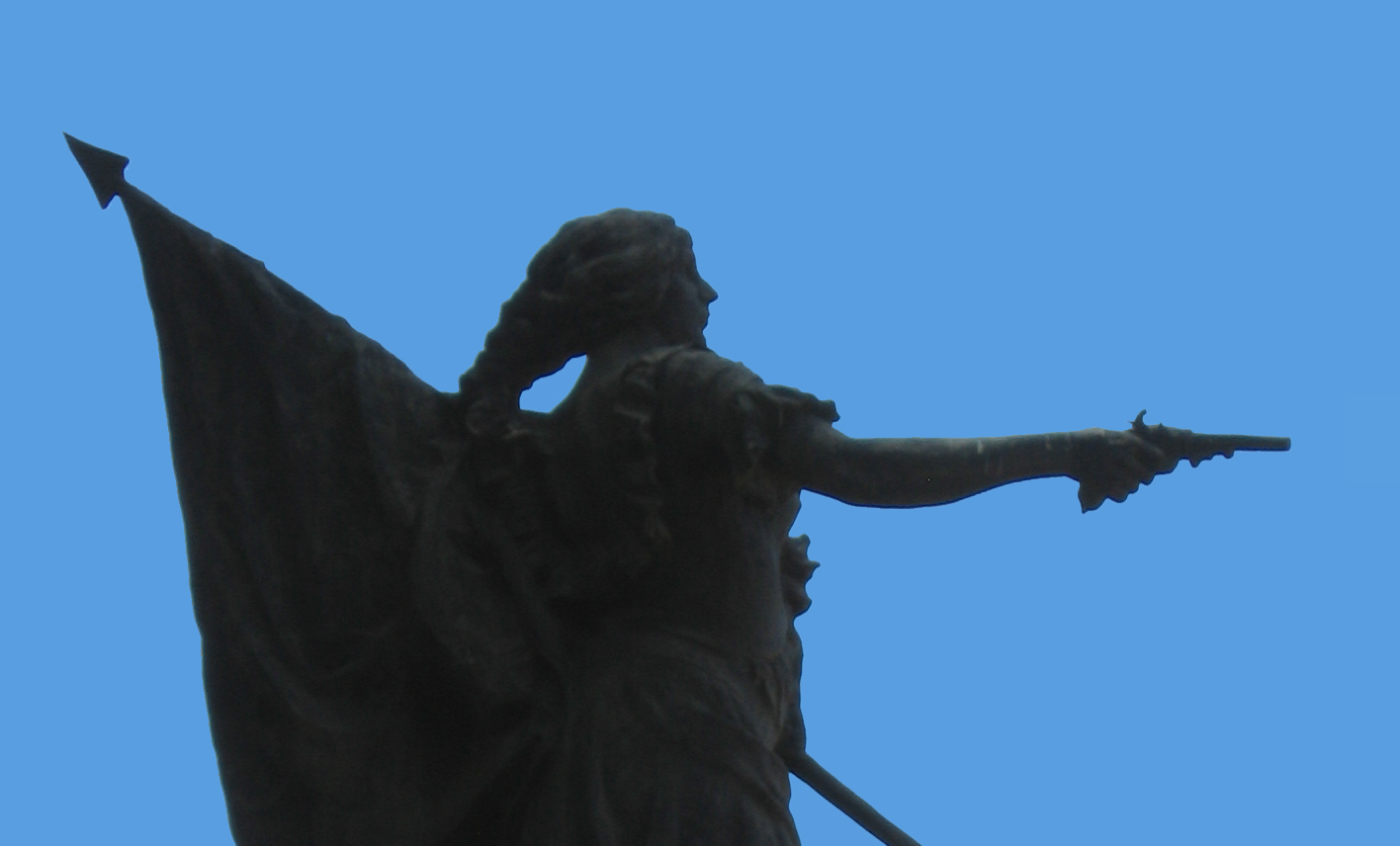
Estatua de Eulalia Buroz en la Casa Fuerte de Barcelona.

El año 1813, Eulalia se encontraba en la clandestinidad, ocultándose de los españoles; tan pronto como Simón Bolívar ocupó Caracas, un familiar de Eulalia la traslada a la ciudad; encontrándole refugio seguro en el hogar de la familia Buroz. De ahí toma el apellido de dicha familia con la intención de despistar su ubicación real, ya que para la fecha estaba comprometida con la resistencia.
En 1814, al caer la segunda República, se traslada hacia Cartagena de Indias y de ahí pasa a Las Antillas. Permanece un tiempo en Haití y luego se trasladó a Cumaná donde inicia la búsqueda de su esposo, Juan José Velásquez, sin embargo se entera de que había sido ejecutado por órdenes del General español Monteverde. En Cumaná, Eulalia es reconocida por realistas y detenida nuevamente. 
En 1816, queda en libertad y conoce al Coronel inglés Charles Chamberlain, edecán y también al Estado Mayor del General Bolívar. Chamberlain había sido un gran colaborador de El Libertador. Al contraer matrimonio con Chamberlain, queda unida a la causa Republicana. Chamberlain es herido en la batalla de Barracones de Unare, y decide refugiarse junto con Eulalia en Barcelona.

## Asedio a la Casa Fuerte y muerte en combate
El 7 de abril de 1817, el Ejército Realista bajo las órdenes del Coronel español Aldama ocupó Barcelona. La población se refugió en  el Convento de San Francisco donde se había fortificado la fuerza principal de los patriotas al mando del General Pedro María Freites; la casa real había quedado con pocas tropas.

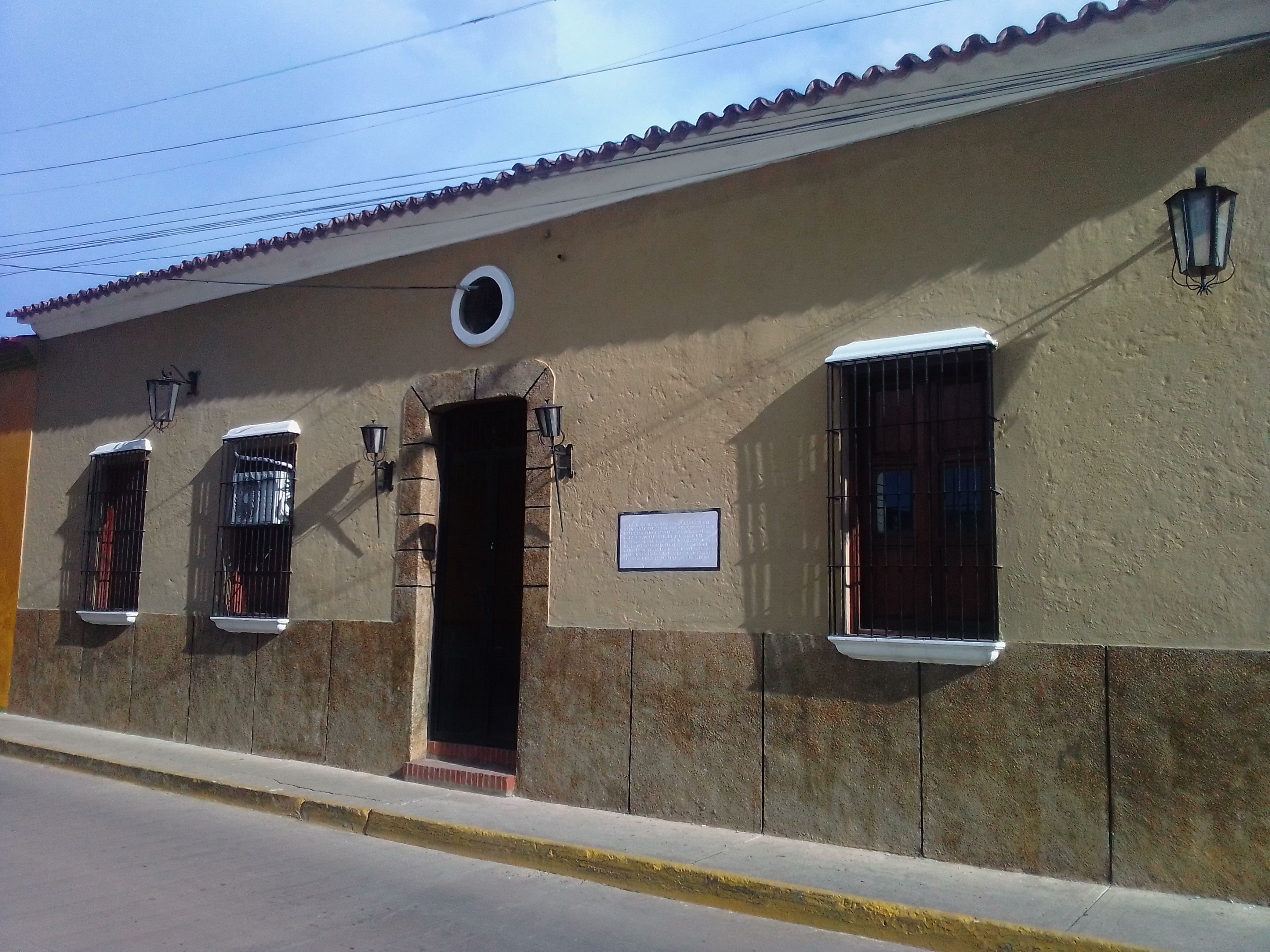
Casa donde falleció Eulalia Buroz

Eulalia Ramos murió durante la ocupación, existe una versión de lo sucedido, extraída probablemente de los diarios y manifiestos que los soldados Realistas llevaban consigo. En esta versión se cuenta cómo Eulalia, junto al resto de las mujeres se ocultaron en una celda de la casa, cuando Chamberlain les informa que la Casa Fuerte estaba por caer en manos de las fuerzas españolas; las mujeres empuñaron las armas y salieron a luchar. Apenas empezada la lucha, Chamberlain muere. Eulalia que intenta separar el cuerpo de su marido del resto de los cadáveres, es golpeada por un oficial español, el cual le propone renunciar a la causa independentista a cambio de permanecer viva; ella toma la pistola del cinturón del español y le dispara en el pecho al tiempo que grita "¡Viva la Patria!... Muerte a los Tiranos!". Así el resto de los soldados utilizaron sus armas para acabar con la vida de Eulalia. Finalmente muere el 7 de abril de 1817 en Barcelona, Estado Anzoategui.